# Бентон (Мэн)
Бентон (англ. Benton) — город в округе Кеннебек в северной части штата штата Мэн (США). Был основан в 1842 году как часть города Клинтон. По переписи 2020 года население составляло 2715 человек. Город был назван в честь сенатора от штата Миссури Томаса Харта Бентона.

## География
По данным Бюро переписи населения США, город имеет общую площадь 75,27 км², из которых 73,58 км² приходится на сушу и 1,68 км² на воду.

## Население

### Перепись 2010 года
По данным переписи 2010 года в городе насчитывалось 2732 человека, 1104 домохозяйства и 792 семьи. Плотность населения составляла 96,2 человека на квадратную милю (37,1/км²). Было 1164 единицы жилья со средней плотностью 41,0 на квадратную милю (15,8/км²). Расовый состав населения: белые составляли 98,2 %, афроамериканцы — 0,3 %, коренные американцы — 0,3 %, азиаты — 0,3 %, представители других рас — 0,1 %, представители двух или более рас — 0,9 %. Латиноамериканцы любой расы составляли 0,6 % населения.
Насчитывалось 1104 домохозяйства, из которых в 30,5 % проживали дети в возрасте до 18 лет, 56,4 % составляли супружеские пары, проживающие вместе, в 9,1 % проживала женщина без мужа, в 6,3 % проживал мужчина без жены, и 28,3 % не были членами семьи. 22,0 % всех домохозяйств состоят из отдельных лиц, а в 9,8 % проживают одинокие люди в возрасте 65 лет и старше. Средний размер домохозяйства составлял 2,47 человека, а средний размер семьи — 2,84 человека.
Средний возраст в городе составлял 42,5 года. 22,5 % жителей были моложе 18 лет; 6,5 % были в возрасте от 18 до 24 лет; 24,8 % были в возрасте от 25 до 44 лет; 30,9 % были в возрасте от 45 до 64 лет; и 15,3 % были в возрасте 65 лет и старше. Гендерный состав города: 49,7 % мужчин и 50,3 % женщин. 

### Перепись 2000 года
По переписи 2000 года в городе насчитывалось 2557 человек, 1013 домохозяйств и 749 семей. Плотность населения составляла 90,0 человек на квадратную милю (34,7/км²). Было 1069 единиц жилья со средней плотностью 37,6 на квадратную милю (14,5/км²). Расовый состав: белые составляли 98,67 % населения, афроамериканцем — 0,20 %, коренные американцы — 0,23 %, азиаты — 0,12 %, представители других рас — 0,20 %, представители двух или более рас — 0,59 %. Латиноамериканцы любой расы составляли 0,47 % населения.
Насчитывалось 1013 домохозяйств, из которых в 32,9 % проживали дети в возрасте до 18 лет, 60,2 % составляли супружеские пары, проживающие вместе, в 9,2 % проживала женщина без мужа, а 26,0 % не были семьями. 19,4 % всех домохозяйств состоят из отдельных лиц, а в 8,1 % проживают одинокие люди в возрасте 65 лет и старше. Средний размер домохозяйства составлял 2,52 человека, а средний размер семьи — 2,88 человека.
В городе население было рассредоточено: 24,8 % в возрасте до 18 лет, 6,0 % от 18 до 24 лет, 30,6 % от 25 до 44 лет, 26,7 % от 45 до 64 лет и 11,8 % в возрасте 65 лет или старше. старшая. Средний возраст составил 38 лет. На каждые 100 женщин приходилось 105,2 мужчин. На каждые 100 женщин в возрасте 18 лет и старше приходилось 102,7 мужчин.
Средний доход семьи в городе составлял 38 613 долларов, а средний доход семьи — 41 597 долларов. Средний доход мужчин составлял 35 882 доллара против 23 856 долларов у женщин. Доход на душу населения в городе составлял 18 464 доллара. Около 6,1 % семей и 10,2 % населения находились за чертой бедности, в том числе 11,6 % лиц моложе 18 лет и 0,7 % лиц в возрасте 65 лет и старше.